# RFM
(RFM (customer value
RFM یک روش برای تحلیل ارزش مشتری است. این معمولاً در بازاریابی پایگاه داده و بازاریابی مستقیم مورد استفاده قرار می‌گیرد و در صنعت خرده فروشی و خدمات حرفه‌ای توجه خاصی را به خود جلب کرده‌است. RFM به سه بعد اشاره دارد که برای سابقه هر مشتری به این ابعاد احتیاج داریم:
Recency:چقدر اخیراً مشتری خریداری کرده؟
Frequency:آن‌ها اغلب چند وقت چند وقت خرید می‌کنند؟
Monetary value:چقدر خرید می‌کنند؟
خرید مشتریان ممکن است توسط یک جدول با ستون برای نام مشتری، تاریخ خرید و ارزش خرید نشان داده شود. یک رویکرد RFM این است که نمره هر بعد را در مقیاس ۱ تا ۱۰ تعیین کنیم. حداکثر نمره رفتار مطلوب را نشان می‌دهد و می‌توان فرمول‌های زیر را برای محاسبه سه نمره برای هر مشتری استفاده کرد.
برای مثال: یک کسب و کار مبتنی بر سرویس می‌تواند از این محاسبات استفاده کند:
نرخ بازده = حداکثر (۱۰ منهای تعداد ماه‌هایی که از زمانی که مشتری آخرین خریداری را کرده)+۱
فرکانس = حداکثر (تعداد خریدها توسط مشتری در ۱۲ ماه گذشته (با محدودیت ۱۰))+۱
پولی = بالاترین قیمت تمام خریدها توسط مشتری بیانگر یک مقدار از ارزش معیار است
به‌طور خلاصه دستبندی‌های فوق را می‌توان برای هر خصوصیت تعریف کرد. به عنوان مثال: Recency ممکن است به سه دسته تقسیم شود:
۱)مشتریان با خرید در طی ۹۰ روز گذشته
۲)مشتریان با خرید بین ۹۱ تا ۳۶۵ روز گذشته
۳)مشتریان با خرید بیش از ۳۵۶ روز گذشته
چنین دستبندی ممکن است از قوانین کسب و کار یا با استفاده از تکنیک‌های داده کاوی برای پیدا کردن معافیت‌های معنی دار باشد. هنگامی که هر یک از خصوصیت‌ها دارای دسته‌های مناسب تعریف شده، بخش‌ها از تقاطع مقادیر ارزش‌ها ایجاد می‌شوند. اگر سه خصوصیت برای هر دستبندی وجود داشته باشد، ماتریس حاصل می‌تواند بیست و هفت ترکیب ممکن را داشته باشد. (یک روش بازاریابی شناخته شده، از پنج ظرف برای هر خصوصیت استفاده می‌کند که ۱۲۵ قطعه را تولید می‌کند)
شرکت همچنین ممکن است تصمیم به فروپاشی بخش‌های خاصی داشته باشند، اگر درجه‌بندی‌ها به نظر می‌رسد که برای استفاده مفید باشند، بخش‌های حاصل
می‌توانند از بیش‌ترین ارزش (بالاترین حد مجاز، فرکانس و ارزش) تا کم‌ترین ارزش (کم‌ترین سرعت، فرکانس و ارزش) مرتب شوند. شناسایی بخش‌های با ارزش‌ترین RFM می‌تواند در روابط شانس در داده‌های مورد استفاده برای این تجزیه و تحلیل استفاده شود. به همین دلیل توصیه می‌شود که مجموعه ای از داده‌ها برای تأیید نتایج حاصل از فرایند تقسیم RFM مورد استفاده قرار گیرد.
طرفداران این تکنیک اشاره می‌کنند که این به نفع سادگی است:هیچ نرم‌افزار آماری تخصصی مورد نیاز نیست و نتایج به راحتی توسط افراد تجاری قابل درک است. در غیاب سایر تکنیک‌های هدف‌گیری، می‌تواند افزایش در میزان پاسخ برای تبلیغات را افزایش دهد. بخش مشتری نمرات وزن RFM و داده‌های جمعیت شناختی در همان خوشه‌ها، قواعد ارتباط قوی تر و دقیق تر را درک می‌کنند تا رفتار مشتری و ارزش مشتری را درک کند. RFD-Recency,Frequency,Duration یک نسخه اصلاح شده از تجزیه و تحلیل RFM است که می‌تواند برای تجزیه و تحلیل رفتار مصرف‌کننده محصولات تجاری بین‌المللی / خواننده / گشت و گذار محور استفاده شود .(به عنوان مثال، مقدار زمان صرف شده توسط خوانندگان در ویکی‌پدیا)

## تغیرات
RFE-Receny,Engamentیک نسخه گسترده‌تر از تجزیه و تحلیل RFD است، که در آن تعامل می‌تواند تعریف شود که شامل مدت بازدید، صفحات در هر بازدید یا سایر معیارها باشد. این می‌تواند مورد استفاده برای تجزیه و تحلیل رفتار مصرف‌کننده از بیننده/خواننده گان/محصولات گشت و گذار کسب و کار گرا. (به عنوان مثال:مقدار زمان صرف شده توسط خوانندگان در ویکی‌پدیا) RFM-I-سرعت، فرکانس، ارزش پولی - تعاملات
یک نسخه از چارچوب RFM اصلاح شده به حساب می‌آید برای فراخوانی و فرکانس تعاملات بازاریابی با مشتری (به عنوان مثال برای کنترل اثرات احتمالی بازخوردهای تبلیغاتی مکرر) RFMTC-نرخ بهره، فرکانس، ارزش پولی، زمان، نرخ تبادل
یک مدل RFM افزایشی که توسط I-Cheng و همکاران ارائه شده‌است(۲۰۰۹). این مدل از توالی برنولی در نظریه احتمالی بهره می‌برد و فرمول‌هایی را ایجاد می‌کند که احتمال خرید مشتری در کمپین تبلیغاتی یا بازاریابی بعدی را محاسبه می‌کند. این مدل توسط Alexandros loannidis برای مجموعه داده‌هایی ماننده مجموعه داده‌های انتقال خون و CDNOW h اجرا شده‌است

## RFM چگونه تأثیر می‌گذارد
با رشد گستره ابزارهای بازاریابی مانند خبرنامه‌های الکترونیکی و وبلاگ‌ها، کسب وکارها اکنون به لیست‌های در حال رشد مشتریان و راه‌های جید دسترسی به آن‌ها دسترسی دارند. در حالی که این البته بسیاری از فرصت‌های بالقوه برای رشد فروش شما را ارائه می‌دهد، رویکرد «یک اندازه همه جا» برای رسیدن به اهداف شما، هنوز بسیاری از دلارهای بازاریابی را برای مشتریانی احتمالاً در این زمان خرید نکردند، هدر می‌دهد. ابزار Segmentation مانند مدل RFM برای اطمینان از اینکه دلار بازاریابی شما در زمان مناسب برای مشتریان مناسب صرف می‌شود مفید است.
On Recency (در حالت تعلیق) مدل RFM می‌تواند به شما در مورد میزان خدمات و توجه شما که به مشتریان مختلف ارائه می‌دهید، اطلاع دهد. به عنوان مثال:اگر مجموعه ای از مشتریانی را داشته باشید که برای چندین ماه فعالیت نداشته‌اند (به عبارت دیگر، کمترین امتیاز را به دست آورده‌اید), شاید چهار ایمیل اطلاعاتی در طول یک هفته بهترین راه برای این که مجدداً آن‌ها را درگیر کند (و یا شاید-ارزش آن را آزمایش کنید) اما بینش کلیدی که RFM می‌تواند به شما بگوید این است که چگونه به مشتریان مختلف بر اساس اینکه آیا آن‌ها مشتریان بازگشت، یا چیزی در میان است.
On Frequency (در فرکانس)
نمودار نمره فرکانس مشتری می‌تواند به شما کمی در مورد چگونگی دسترسی شما به آن‌ها کمک کند. به عنوان مثال: اگر شما مجموعه ای از مشتریانی دارید که تنها در یک سال دو بار خرید می‌کنند، ایمیل‌های هفتگی شما به آن‌ها به یک منبع ناامیدی تبدیل می‌شود و حتی ممکن است منجر به لغو اشتراک از لیست پستی شما شود.
On Monetary Value (در ارزش پولی) این آسان است:مشتریان خود را بر اساس ارزش پولی ترسیم می‌کند تا به شما در شناسایی مشتریان بالقوه بزرگ برای کسب و کار شما کمک کند. با کمک این دانش، شما می‌دانید که اول سراغ کدام مشتری‌ها بروید.

## افکار نهایی
فراموش نکنید: مدل RFM به شما یک تصویر تاریخی از آنچه که مشتریان شما هستند، می‌دهد. اما این نشانگر خوبی است که اهداف بعدی شما نیز باید باشد.
به عنوان مثال: اگر شما تعدادی از مشتریانی را دیده‌اید که دارای متغیر پولی بالا هستند، اما رتبه‌بندی‌های فرکانس و ریسک کم است، باید برنامه‌های جدیدی را برای بازگرداندن آن‌ها به کسب و کار خود در آینده داشته باشید. علاوه بر این، در میان این خریداران، صفات و رفتارهای خاصی وجود دارد که می‌توانید در آینده شناسایی و پاسخ دهید (به عنوان مثال :شاید آن‌ها که به نظر می‌رسند مسافران تجاری هستند، مشتریان جوان تر یا مسن تر باشند.
با این وجود، مدل‌های RFM هنوز محدودیت‌های خود را دارند. در مرحله اول، مدل تنها به سه متغیر اساسی (هرجند مهم) متکی است، بنابراین به‌طور بالقوه می‌تواند عوامل دیگری راکه به پیش‌بینی آینده خرید مشتری نیز کمک می‌کند، کنار بگذارد. علاوه بر این، کسب و کارها باید به یاد داشته باشید که مشتریان با امتیازات RFM بالا هنوز با اضافه بار مواد فروش و بازاریابی خاموش می‌شوند. به همین ترتیب مشتریانی که امتیاز کم RFM دارند نباید انتظار داشته باشند که شما بتوانید آن‌ها را نادیده بگیرید، بلکه به سادگی افرادی که بالقوه برای تبدیل شدن به مشتریان بهتر هستند، متوجه شوید که چگونه به آن‌ها خدمت کنید.

## ایجاد یک کد مجدد
حال به کمک ۳ ابعاد ذکر شده در بالا به ساختن یک کد مجدد می پرازیم:
برای ایجاد یک کد معتبر، تمام تاریخچه‌های موجود در پایگاه داده خود را با آخرین تاریخ مرتب‌سازی کنید، با جدیدترین در بالا و قدیمی‌ترین در پایین. هنگامی که این کار را انجام می‌دهید، پایگاه داده را به پنج بخش دقیقاً مساوی (quintiles) تقسیم می‌کنید:
در گروه بالا (تازه‌ترین‌ها) شما در هر رکورد مشتری شماره ۵ را وارد کنید و به گروه بعدی شماره ۴ و به همین ترتیب ادامه می‌دهیم. پس هر کس در پایگاه داده شما یک کد معتبر ۱٬۲٬۳٬۴یا۵ را دارد. در دام این تصمیم‌گیری نیفتید که جدیدترین گروه شما باید از ۰تا ۳ ماه باشد، گروه بعدی ۴تا۶ ماه و الی آخر.

## ساخت یک کد فرکانس
شما در مورد ساخت یک کد فرکانس دقیقاً به همان شیوه عمل کنید. کل فایل خود را از بیش‌ترین تا کمترین مرتب کنید. کدهای فرکانس را به هر کدام از بخش‌ها (quintile) اعمال کنید، بنابراین هر رکورد اکنون یک کد فرکانس ۱٬۲٬۳٬۴یا۵ دارد. کد فرکانس را در سوابق مشتری خود درست در کنار کدهای معتبر قرار دهید. در واقع شما در هر رکورد مشتری یک کد دو رقمی ایجاد کرده‌اید که از ۵۵ (آخرین و شایع‌ترین) تا ۱۱ (قدیمی‌ترین و کمترین) متفاوت است. هر گروه دقیقاً همان تعداد سوابق را دارد.
توجه داشته باشید که تفاوت در پاسخ بین فرکانس پنجگانه ۵ به اندازه تفاوت در quintiles دوره اول و دوم تفاوت چندانی ندارد. از آن جایی که Recency یک پیشگویی‌کننده قدرتمند تر از پاسخ مشتری نسبت به فرکانس است. در کسب و کار شما، ممکن است درست نباشد، اما مطمئناً استثنا به قاعده کلی است.

## ساختن یک کد پولی
ساختن یک کد پولی هم درست همانند دو مورد قبلی است. کل فایل خود را به ترتیب با دلار، که بالاترین مقدار دلار در بالای صفحه قرار می‌گیرد مرتب کنید.
کدهای پولی خود را درست در کنار کدهای فرکانس‌ها قرار دهید. هر کس در پایگاه داده‌های شما یک کد سه رقمی در رکورد مشتری خود دارد، از ۱۱۱ تا ۵۵۵.
در مجموع ۱۲۵ سلول RFM وجود دارد. شما هر بار که پایگاه داده خود را به روز می‌کنید، مجدداً محاسبه کنید و کدهای سلول RFM خود را اصلاح کنید (معمولاً یک بار در ماه) فضای رکورد مشتری خود را برای سلول RFM فراهم کنید تا بتوانید اندازه‌گیری کنید که مردم در طی ماه گذشته حرکت کرده‌اند.